# Playa de Bajamar
Playa de Bajamar är en strand i Spanien.   Den ligger i regionen Kanarieöarna, i den sydvästra delen av landet, 1 800 km sydväst om huvudstaden Madrid.